# Schaaktoernooi Tilburg
Het Schaaktoernooi Tilburg, in Nederland vooral bekend als Interpolis Schaaktoernooi, was een zeer sterk bezet internationaal schaaktoeronooi dat tussen 1977 en 1994 werd gehouden in Tilburg.

## Geschiedenis
Het Interpolis schaaktoernooi was een schaaktoernooi waar de internationale wereldschaaktop elkaar twee decennia trof. Het toernooi vond plaats tussen 1977 en 1994. Sponsor was de Nederlandse verzekeringsmaatschappij Interpolis. Tussen 1996 en 1998 organiseerde Fontys Hogescholen nog een herstart van het toernooi.

## Lijst van winnaars

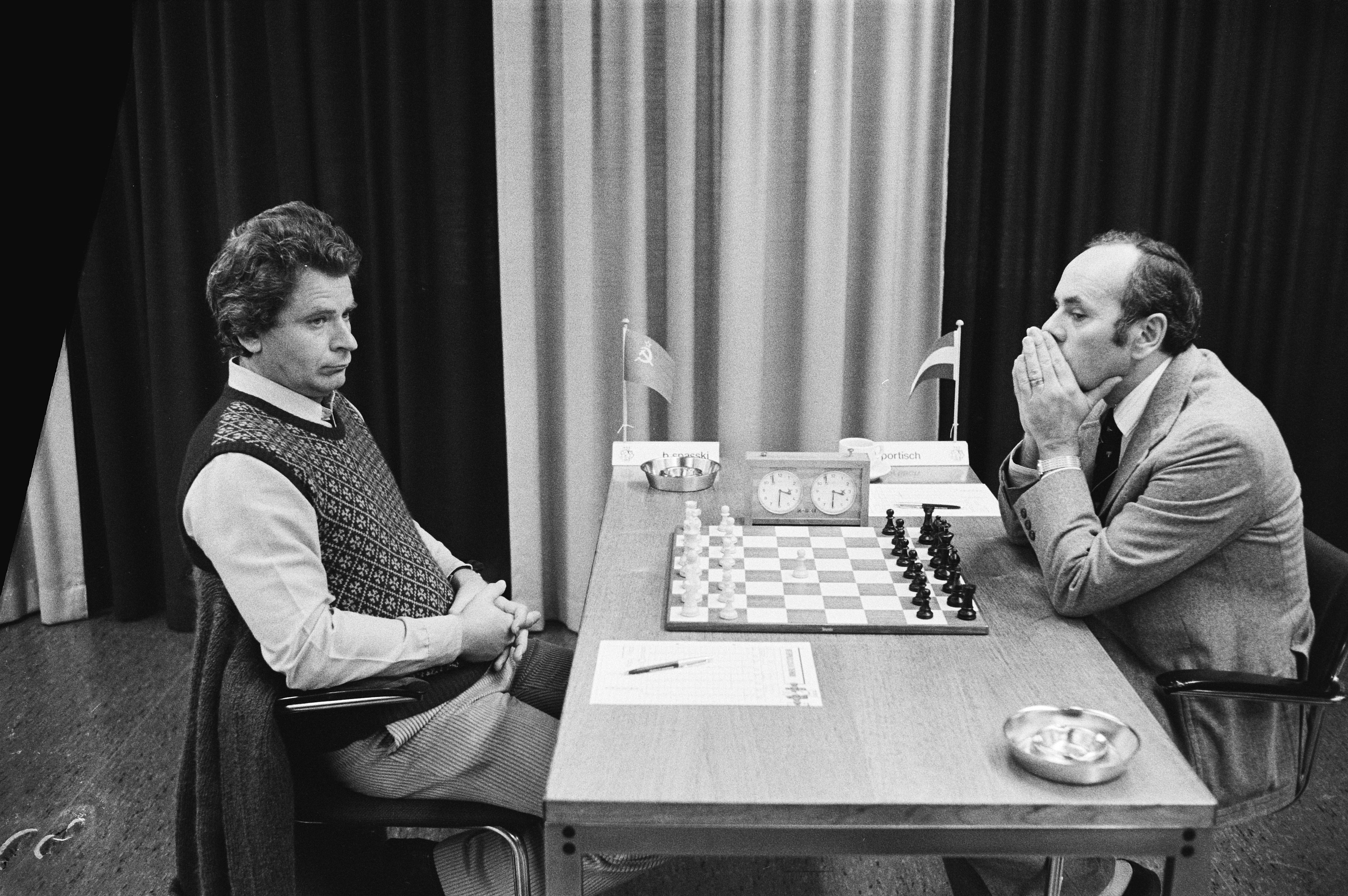
Boris Spasski tegen Lajos Portisch (1979)

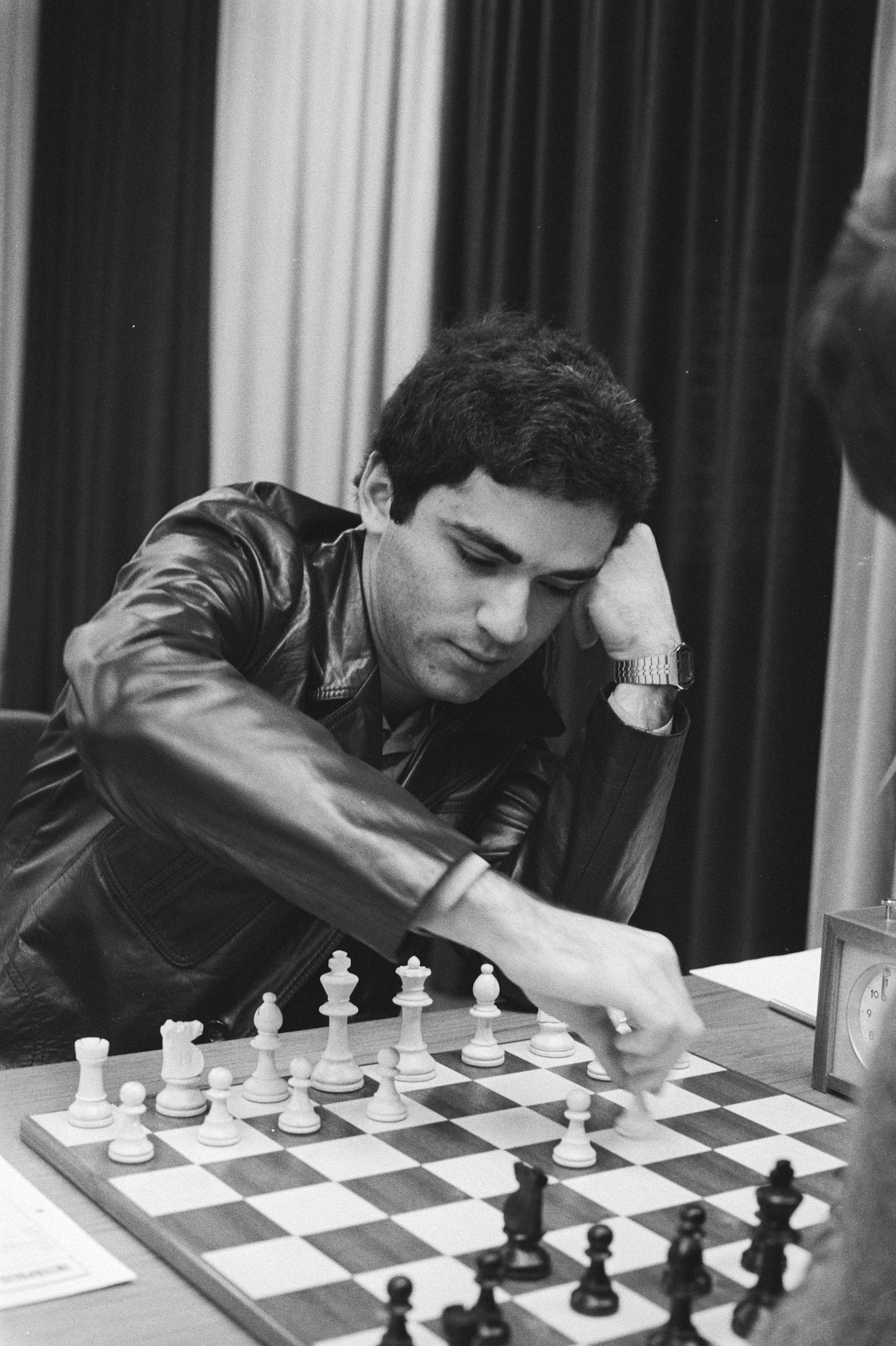
Kasparov (1981)

| 1977 | Anatoli Karpov                                   |
| 1978 | Lajos Portisch                                   |
| 1979 | Anatoli Karpov                                   |
| 1980 | Anatoli Karpov                                   |
| 1981 | Oleksandr Beljavsky                              |
| 1982 | Anatoli Karpov                                   |
| 1983 | Anatoli Karpov                                   |
| 1984 | Tony Miles                                       |
| 1985 | Tony Miles, Robert Hübner & Viktor Kortsjnoj     |
| 1986 | Oleksandr Beljavsky                              |
| 1987 | Jan Timman                                       |
| 1988 | Anatoli Karpov                                   |
| 1989 | Garri Kasparov                                   |
| 1990 | Vasyl Ivantsjoek & Gata Kamsky                   |
| 1991 | Garri Kasparov                                   |
| 1992 | Michael Adams                                    |
| 1993 | Anatoli Karpov                                   |
| 1994 | Valeri Salov                                     |
| 1996 | Jeroen Piket & Boris Gelfand                     |
| 1997 | Peter Svidler, Garri Kasparov & Vladimir Kramnik |
| 1998 | Viswanathan Anand                                |